# Tindouf (distrito)
Tindouf ou, em português, Tindufe é um distrito localizado na província de Tindouf, Argélia.[carece de fontes?] Sua capital é a cidade de mesmo nome.

## Comunas
O distrito está dividido em duas comunas:
- Tindouf
- Oum El Assel